# Ателлана
Ателлана (від лат. fabula atellana — фарси з Ателли) — коротенький фарс бурлескного характеру з назвою, що походить від назви міста Ателла (провінція Кампанія (Італія)).
Ателлани було створено у ІІ столітті до нашої ери. Вони зображають стереотипних і гротескних дійових осіб: Маккус — бевзь, Букко — гурман і брехун, Паппус — старий скупердяй і дивак, Доссенус — горбатий філософ і хитрун.
Пізніше ателлани відновили римські актори (грали у масках). Ці фарси виконували також як додаток до трагедій. Вони вважаються одним з прототипів комедії дель-арте. У I ст. до н.е. Луцієм Помпонієм було створено літературну ателлану.